# Hebia parafacialis
Hebia parafacialis là một loài ruồi trong họ Tachinidae.